# Ostrza zataczane

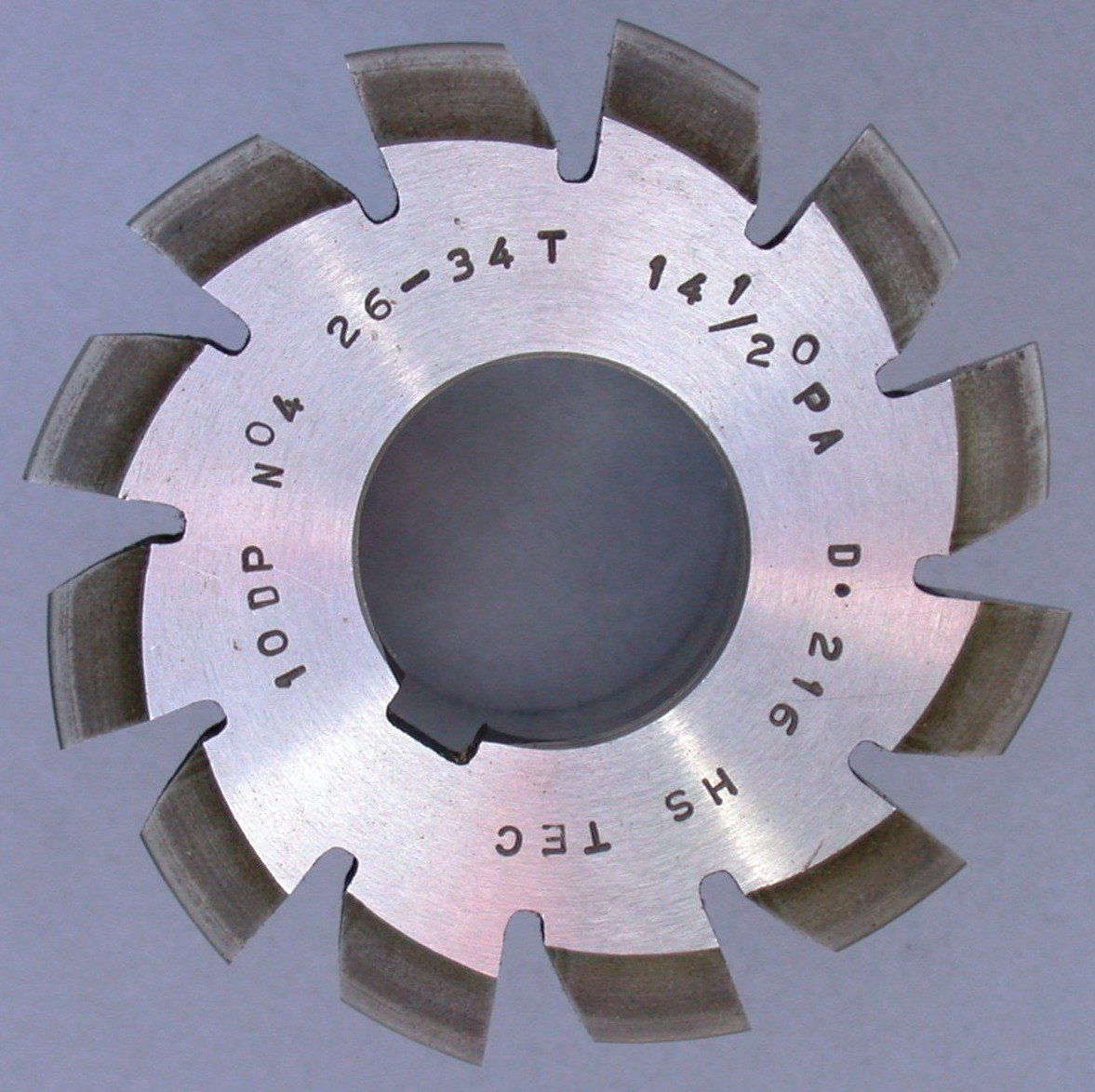
Frez modułowy krążkowy o ostrzach zataczanych do obróbki kół zębatych o zarysie ewolwentowym.

Ostrza zataczane to specyficzny kształt powierzchni przyłożenia zwykle stosowany w obrotowych narzędziach skrawających w celu zachowania zarysu krawędzi skrawającej po kolejnych przeostrzeniach. Taki kształt ułatwia ostrzenie narzędzi - szlifowaniu podlega płaska powierzchnia natarcia, a nie kształtowa powierzchnia przyłożenia. Krzywą zatoczenia w praktyce wykonuje się jako fragment spirali Archimedesa.